# Automerina caudatula
Automerina caudatula är en fjärilsart som beskrevs av Felder 1874. Automerina caudatula ingår i släktet Automerina och familjen påfågelsspinnare. Inga underarter finns listade i Catalogue of Life.